# Mogyorósbánya, Komárom-Esztergom
Mogyorósbánya (în slovacă Moďoroš) este un sat în districtul Esztergom, județul Komárom-Esztergom, Ungaria, având o populație de 866 de locuitori (2011).

## Demografie
Componența etnică a satului Mogyorósbánya
     Maghiari (80,62%)
     Slovaci (11,65%)
     Germani (7,33%)
     Necunoscut (0,4%)
     Alții (0,4%)
Componența confesională a satului Mogyorósbánya
     Romano-catolici (64,2%)
     Fără religie (10,74%)
     Reformați (2,19%)
     Necunoscută (21,94%)
     Alte religii (0,92%)
Conform recensământului din 2011, satul Mogyorósbánya avea 866 de locuitori. Din punct de vedere etnic, majoritatea locuitorilor (80,62%) erau maghiari, existând și minorități de slovaci (11,65%) și germani (7,33%). Apartenența etnică nu este cunoscută în cazul a 0,4% din locuitori.  Din punct de vedere confesional, majoritatea locuitorilor (64,2%) erau romano-catolici, existând și minorități de persoane fără religie (10,74%) și reformați (2,19%). Pentru 21,94% din locuitori nu este cunoscută apartenența confesională.